# It's Christmas Time (Cascada)
Albums de Cascada
Original Me
(2011) The Best Of Cascada
(2013)
It's Christmas Time est l'album de noël du groupe Cascada, qui peut être considéré comme un cinquième album, dont la sortie digital est 30 novembre 2012 au Royaume-Uni, en Allemagne, et en France. Ce nouvel album est dans un style plus festif, moins dance, en raison du contenu et du thème de l'album.

## Liste des titres

### Édition standard
| #   | Titre                                  | Durée |
| --- | -------------------------------------- | ----- |
| 1.  | Let It Snow                            | 1:50  |
| 2.  | Have Yourself a Merry Little Christmas | 2:39  |
| 3.  | Last Christmas                         | 3:52  |
| 4.  | Jingle Bell Rock                       | 2:45  |
| 5.  | Santa Clause Is Coming To Town         | 2.55  |
| 6.  | I'll Be Home for Christmas             | 2:56  |
| 7.  | Away In A Manger                       | 3:29  |
| 8.  | Somewhere at Christmas Time            | 3:33  |
| 9.  | Winter Wonderland                      | 3:05  |
| 10. | Christmas Song                         | 3:28  |
| 11. | O Holy Night                           | 2:08  |
| 12. | Silent Night                           | 2:07  |

## Sorties
| Pays        | Date             | Format         | Label     |
| ----------- | ---------------- | -------------- | --------- |
| Allemagne   | 30 novembre 2012 | Téléchargement | Zooland   |
| Royaume-Uni | 30 novembre 2012 | Téléchargement | AATW      |
| France      | 30 novembre 2012 | Téléchargement | Universal |
| Canada      | 30 novembre 2012 | Téléchargement | Universal |
| États-Unis  | 30 novembre 2012 | Téléchargement | Universal |